# Bad Homburg Open 2025 - Qualificazioni singolare
Le qualificazioni del singolare del Bad Homburg Open 2025 sono un torneo di tennis preliminare per accedere alla fase finale della manifestazione disputate il 21 e 22 giugno 2025. Le vincitrici dell'ultimo turno sono entrate di diritto nel tabellone principale. In caso di ritiro di una o più giocatrici aventi diritto, a queste sono subentrate le Lucky loser, ossia le giocatrici che hanno perso nell'ultimo turno ma che avevano una classifica più alta rispetto alle altre partecipanti che avevano comunque perso nel turno finale.

## Teste di serie
1. Ashlyn Krueger (ultimo turno, lucky loser)
2. Olga Danilović (qualificata)
3. Veronika Kudermetova (ultimo turno, lucky loser)
4. Eva Lys (ultimo turno, ritirata)

1. Ajla Tomljanovic (qualificata)
2. Julija Starodubceva (ultimo turno)
3. Kateřina Siniaková (qualificata)
4. Viktoryja Azaranka (qualificata)

## Qualificate
1. Kateřina Siniaková
2. Olga Danilović

1. Viktoryja Azaranka
2. Ajla Tomljanovic

### Lucky loser
1. Ashlyn Krueger

1. Veronika Kudermetova

## Tabellone

### Legenda
| - Q = Qualificato - WC = Wild card - LL = Lucky loser | - ALT = Alternate - SE = Special Exempt - PR = Protected Ranking | - w/o = Walkover - r = Ritirato - d = Squalificato |

### Sezione 1
|  | Primo turno | Primo turno        | Primo turno        | Primo turno | Primo turno |  |  | Ultimo turno | Ultimo turno       | Ultimo turno       | Ultimo turno | Ultimo turno |  |
|  |             |                    |                    |             |             |  |  |              |                    |                    |              |              |  |
|  | 1           | Ashlyn Krueger     | 3                  | 7           | 6           |  |  |              |                    |                    |              |              |  |
|  |             | Marija Timofeeva   | 6                  | 5           | 3           |  |  | 1            | Ashlyn Krueger     | Ashlyn Krueger     | 5            | 2            |  |
|  |             | Harmony Tan        | Harmony Tan        | 1           | 4           |  |  | 7            | Kateřina Siniaková | Kateřina Siniaková | 7            | 6            |  |
|  | 7           | Kateřina Siniaková | Kateřina Siniaková | 6           | 6           |  |  |              |                    |                    |              |              |  |

### Sezione 2
|  | Primo turno | Primo turno         | Primo turno     | Primo turno | Primo turno |  |  | Ultimo turno | Ultimo turno        | Ultimo turno        | Ultimo turno | Ultimo turno |  |
|  |             |                     |                 |             |             |  |  |              |                     |                     |              |              |  |
|  | 2           | Olga Danilović      | Olga Danilović  | 6           | 7           |  |  |              |                     |                     |              |              |  |
|  | WC          | Nastasja Schunk     | Nastasja Schunk | 4           | 5           |  |  | 2            | Olga Danilović      | Olga Danilović      | 7            | 6            |  |
|  |             | Vitalija D'jačenko  | 6               | 3           | 1           |  |  | 6            | Julija Starodubceva | Julija Starodubceva | 64           | 2            |  |
|  | 6           | Julija Starodubceva | 3               | 6           | 6           |  |  |              |                     |                     |              |              |  |

### Sezione 3
|  | Primo turno | Primo turno          | Primo turno          | Primo turno | Primo turno |  |  | Ultimo turno | Ultimo turno         | Ultimo turno | Ultimo turno | Ultimo turno |  |
|  |             |                      |                      |             |             |  |  |              |                      |              |              |              |  |
|  | 3           | Veronika Kudermetova | Veronika Kudermetova | 6           | 6           |  |  |              |                      |              |              |              |  |
|  |             | Arantxa Rus          | Arantxa Rus          | 1           | 1           |  |  | 3            | Veronika Kudermetova | 7            | 3            | 4            |  |
|  |             | Caty McNally         | 6                    | 2           | 0           |  |  | 8            | Viktoryja Azaranka   | 64           | 6            | 6            |  |
|  | 8           | Viktoryja Azaranka   | 4                    | 6           | 6           |  |  |              |                      |              |              |              |  |

### Sezione 4
|  | Primo turno | Primo turno      | Primo turno      | Primo turno | Primo turno |  |  | Ultimo turno | Ultimo turno     | Ultimo turno | Ultimo turno | Ultimo turno |  |
|  |             |                  |                  |             |             |  |  |              |                  |              |              |              |  |
|  | 4           | Eva Lys          | 6                | 4           | 6           |  |  |              |                  |              |              |              |  |
|  | PR          | Ana Konjuh       | 2                | 6           | 4           |  |  | 4            | Eva Lys          | 4            | 2            | r            |  |
|  | WC          | Sorana Cîrstea   | Sorana Cîrstea   | 2           | 3           |  |  | 5            | Ajla Tomljanovic | 6            | 3            |              |  |
|  | 5           | Ajla Tomljanovic | Ajla Tomljanovic | 6           | 6           |  |  |              |                  |              |              |              |  |